# ブロックビル
ブロックビル（英: City of Brockville）は、カナダのオンタリオ州東部、リーズ・グレンビル連合郡に位置する都市。セントローレンス川流域のサウザンドアイランズにあり、サウザンドアイランドの街「"City of the 1000 Islands"」として知られる。
キングストンとオタワの中間に位置し、オンタリオ州内では最も歴史ある古い都市のひとつ。都市の名は英国軍総司令官であったアイザック・ブロックに由来する。

## 歴史
1784年にアメリカ独立戦争で、イギリス国王ジョージ3世の側である英国王党派がオンタリオ州のこのエリアに逃れてきたことが最初の入植となる。
1776年から1783年までつづいたイギリスと13のアメリカ植民地の争いは、ニューヨーク州やバーモント州などの王党派を大きく分断することとなった。イギリス軍が降伏したことで戦争は終結したが、13植民地州が独立しても王への忠誠を近う王党派は存続し、彼らは厳しい報復と権利剥奪の対象となった。多くの王党派は北部のイギリス植民地であったケベックへと逃れた。これより西の地域はアメリカ独立戦争の後、難民として逃れてきた英語話者の難民が開拓していくことになる。
ブロックビルを流れるセント・ローレンス川の名は1700年代にキリスト教徒の殉教者セント・ローレンスを追悼するフランス人探検家によって名付けられた。昔、フランス人探検家にとって、この川の北岸にある小さな入江が天然の休息地となっていた。
王党派が最初にこの地に移ってきたのは1785年で、1810年頃に村はアッパーカナダによって「エリザベスタウン」として組織された。1812年に村の住民は周りを囲む隣町エリザベスタウンと異なる名前にすることを提唱し、1812年から1814年まで続いた米英戦争で、アッパーカナダの英雄と救世主として称えられたイギリス軍総督アイザック・ブロックの名をとって「ブロックビル」と呼ばれるようになった。
1830年、ブロックビルの人口は1,000人を超えるようになり、1832年1月28日にはオンタリオ州で自治を持つ最初の町として組織された。これはトロントより先んじて2年早い。
町はこの地方の中核として機能し、1800年代、造船や皮製品、ブリキ、鋳造、醸造所、ホテルなどの産業が栄えた。
1855年、ブロックビルは新しく開通したモントリオールとトロント間を結ぶグランド・トランク鉄道（Grand Trunk Railway）の中継ポイントに選ばれた。同時に、ブロックビル&オタワ鉄道がオタワ渓谷からセントローレンス川へ材木を運ぶ交通機関として建設された。この鉄道の路線にはブロックビルにカナダで最初に作られ利用された鉄道のトンネルがあり、1854年から1860年までの期間をかけてトンネルが建設された。現在もこのトンネルが残っており、観光客が中に入って体験することができる。
1962年に市制へと昇格した。カナダの都市でも数少ない紋章の入った市の旗をもつ。

## 経済
扇風機のカナム（Canarm）、石油プラントのシェル・カナダ（Shell Canada）、化学製品のインビスタ（Invista Canada）などの大企業が入っている。

## 交通

### 空港
- ブロックビル空港（Brockville 1000 Islands Regional Airport）
- オタワ国際空港（Ottawa International Airport）：市内より車で50分ほど。

### 鉄道
- VIA鉄道

### 市内交通
- ブロックビル・トランジット（Brockville Transit）